# 內苗·希哈巴迪
內苗·希哈巴迪（？—？），緬甸貢榜王朝將軍。
希哈巴迪在1752年至1759年爆發的贡榜-汉达瓦底战争中嶄露頭角，獲得緬甸王雍笈牙的賞識。
1764年，緬甸王辛標信決定再次入侵暹羅，內苗·希哈巴迪和瑪哈·瑙亞塔被選為緬甸軍的兩位指揮官。希哈巴迪領兵自北路從清邁入侵。1765年初，他領兵兩萬入侵寮國，迫使琅勃拉邦王国和万象王国臣服於緬甸。1766年初，與瑪哈·瑙亞塔率領的南路軍會合於阿瑜陀耶城下。1767年3月瑪哈·瑙亞塔病死，他成為緬甸侵暹的最高指揮官。4月7日，他領兵攻陷阿瑜陀耶城，至此阿瑜陀耶王國滅亡。
然而緬甸對暹羅的佔領並未持續多久。1767年底，清朝軍隊侵略阿瓦，迫使他率領主力部隊回國救援。隨後，暹羅將軍鄭昭起兵反抗緬甸統治，於1768年復國。
1773年初，在同清朝達成和解之後，辛標信試圖重新征服暹羅，派希哈巴迪再度領兵入侵清邁。但他捲入了蘭納的政治糾紛中，因而被召回。1775年，他再度領兵，同瑪哈·希哈修亞一起入侵暹羅。10月，他以清盛為據點入侵清邁，佔領了這座城市，但遭受暹羅抵抗者的不斷騷擾。
1776年6月，辛標信逝世，緬甸局勢混亂，他與瑪哈·希哈修亞一起領兵撤回緬甸。至此緬甸永久喪失對蘭納的控制權。